# Sandrine Piau
Sandrine Piau, född 5 juni 1965 i Issy-les-Moulineaux, är en fransk operasångerska; sopran. 
Från början utbildade Piau sig till harpist. Senare studerade hon sång vid Collège Lamartine och Conservatoire National Supérieur de Musique i Paris. Hon är mest känd för sin förmåga att sjunga barockopera. Hon har i det sammanhanget samarbetat med William Christie på Festival International d'Art Lyrique i Aix-en-Provence. Hon har även samarbetat med många av de ledande europeiska utövarna av barockmusik inklusive Marc Minkowski, Philippe Herreweghe, Paul McCreesh, Alan Curtis, Christophe Rousset, René Jacobs och Fabio Biondi. Piau deltog i projektet av Ton Koopman och Amsterdam Baroque Orchestra & Choir med att spela in alla vokala verk av Johann Sebastian Bach.
Den franska regeringen gav henne en ordensutmärkelse, Chevalier de l'Ordre des Arts et des Lettres år 2006.
Utöver barockmusik sjunger Sandrine Piau ofta roller i Mozartoperor som Figaros Bröllop, Trollflöjten och Don Giovanni.

## Inspelningar
- Les Indes galantes av Rameau dirigent  William Christie (1992) Harmonia Mundi
- Castor & Pollux av Rameau dirigent  William Christie (1993) Harmonia Mundi
- Messiah av Händel, dirigent William Christie (1994) Harmonia Mundi
- Les Fêtes de Paphos av Mondonville dirigent Christophe Rousset (1997) Polygram
- King Arthur av Purcell dirigent William Christie (1995) Erato
- Rodrigo av Handel, dirigent Alan Curtis (1999) EMI
- Motets av Couperin dirigent Christophe Rousset (1999) EMI
- Xerxes  av Händel, dirigent William Christie (2004) Virgin Classics
- Aci, Galatea e Polifemo av Handel, dirigent Emmanuelle Haim (2004) Virgin Classics
- J. S. Bach: Cantatas, Vol. 15-22 av JS Bach, dirigent Ton Koopman (2005) Challenge Classics
- In Furore, Laudate Pueri, Concerti Sacri av Antonio Vivaldi, dirigent Ottavio Dantone (2006) Naïve
- Les Illuminations av Britten, dirinet Thomas Zehetmair (2009) NMC

Konserter:
- Mozart: Opera Arias av Mozart, dirigent Gottfried von der Goltz (2002) Astrée
- Sandrine Piau - Handel Opera Seria av Händel, dirigent Christophe Rousset (2005) Naïve
- Vivaldi Edition: Arie d'Opera  av Vivaldi, dirigent Federico Sardelli (2005) Naïve
- "Évocation" Songs by Chausson, Strauss, Debussy, Zemlinsky, Koechlin, med Susan Manoff, piano (2007) Naïve
- "Le Triomphe de L'amour", dirigerad av Jérôme Correas (2012) Naïve

Övrigt:
- Mitridate av Mozart, conducted by Christophe Rousset (1999) Decca
- Mélodies av Debussy (2003) Naïve
- La Grande-Duchesse de Gérolstein av Offenbach, conducted by Marc Minkowski (2005)  Virgin Classics
- The Seven Last Words of Christ av Haydn, conducted by Laurence Equilbey (2006) Naïve